# دان غورغيو
دان غورغيو هو مبارز بالسيف روماني، مثّل بلاده في الألعاب الأولمبية الصيفية 1928.

## روابط خارجية
دان غورغيو على موقع أوليمبيديا (الإنجليزية)